# Hippodamia tredecimpunctata
La mariquita de trece puntos (Hippodamia tredecimpunctata) es una especie de coleóptero polífago de la familia Coccinellidae.

## Descripción
Su cuerpo es ovalado, alargado y poco convexo. Posee uñas gruesas, fuertes y cortas, dentadas en el centro con una anchura máxima del pronoto en el centro; borde anterior de pronoto sin ribete, y tan ancho como la base. Metasterno y primer segmento ventral sin líneas femorales. El primer tarsómero de las patas anteriores y medias no está dilatado en los machos.
Mide  4.5 a 6.4 mm. Cabeza negra con clípeo, labro y una gran mancha triangular en los vértices, amarillentos; pronoto blanco amarillento, con una gran mancha central y dos laterales negras, a menudo fusionadas; élitros naranjas con 0-13 manchas negras a menudo fusionadas; patas negras con las tibias testáceas, al menos en su zona distal.
Se alimenta de pulgones. Suele encontrarse en juncales y cerca de agua.

## Distribución
La especie se distribuye por gran parte del hemisferio norte. Puede encontrarse en campos de cultivo, prados, humedales y parques. En Norteamérica puede encontrarse en Canadá y el norte de los Estados Unidos. El declive en la relativa abundancia de esta especie en Norteamérica se ha asociado a la introducción de la especie exótica Coccinella septempunctata.

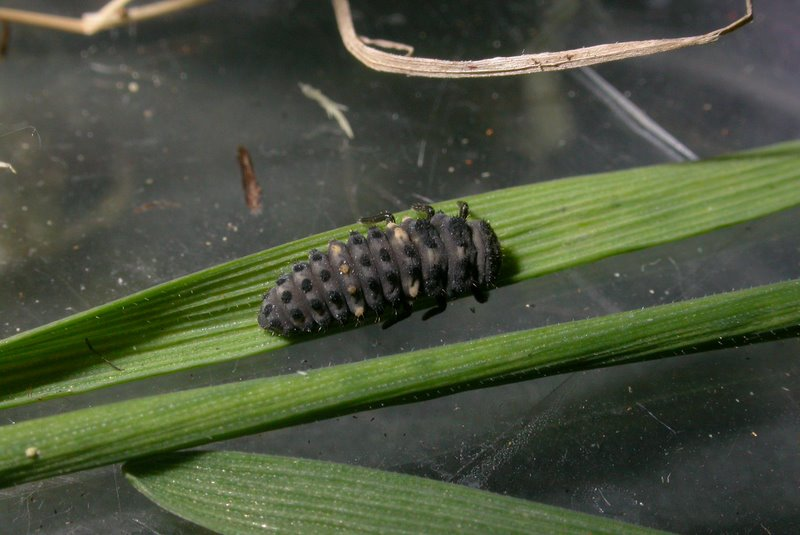
Larva
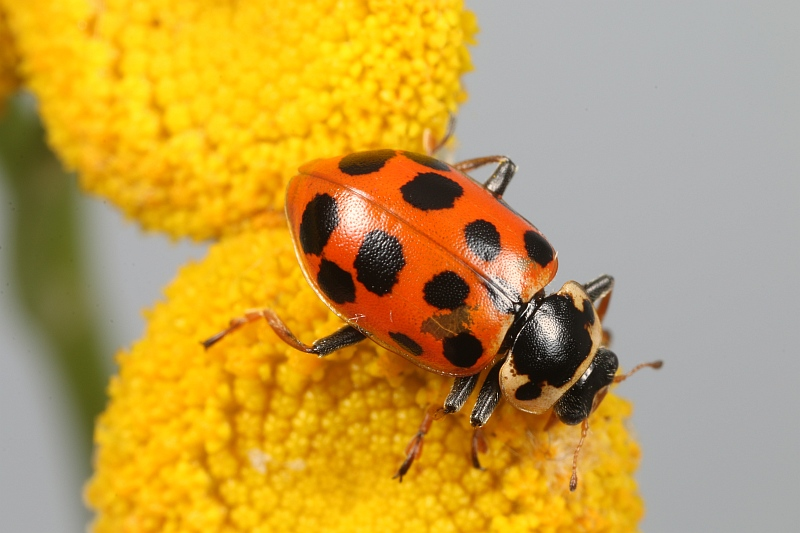
Adulto